# یواس‌اس ارگونین (آی‌دی-۱۳۲۳)
یواس‌اس ارگونین (آی‌دی-۱۳۲۳) (به انگلیسی: USS Oregonian (ID-1323)) یک کشتی بود که طول آن ۴۳۰ فوت ۰ اینچ (۱۳۱٫۰۶ متر) بود. این کشتی در سال ۱۹۰۱ ساخته شد.